# 眼帶珠母麗魚
眼帶珠母麗魚，為輻鰭魚綱鱸形目隆頭魚亞目慈鯛科的其中一種，分布於南美洲奧里諾科河中上游流域，體長可達14.3公分，棲息在河川中底層水域，生活習性不明。

## 擴展閱讀
維基物種上的相關：眼帶珠母麗魚